# Eglė Staišiūnaitė
Eglė Staišiūnaitė (* 30. September 1988 in Klaipėda, LiSSSR, Sowjetunion) ist eine ehemalige litauische Sprinterin und Hürdenläuferin, die sich auf die 400-Meter-Distanz spezialisiert hat.

## Sportliche Laufbahn
Erste internationale Erfahrungen sammelte Eglė Staišiūnaitė, die ein Studium an der University of Wisconsin–Madison in den Vereinigten Staaten absolvierte, bei den U23-Europameisterschaften 2009 in Kaunas, bei denen sie mit 60,32 s in der ersten Runde im 400-Meter-Hürdenlauf ausschied und mit der litauischen 4-mal-400-Meter-Staffel in 3:40,69 min den Finaleinzug verpasste. 2012 schied sie bei den Europameisterschaften in Helsinki mit 58,76 s im Halbfinale über 400 m Hürden aus und anschließend kam sie bei den Olympischen Sommerspielen in London mit 57,79 s nicht über die Vorrunde hinaus. Im Jahr darauf schied sie bei der Sommer-Universiade in Kasan mit 59,99 s im Vorlauf aus und 2014 schied sie bei den Europameisterschaften in Zürich mit 56,39 s im Semifinale aus und verpasste mit der Staffel mit 3:36,25 min den Finaleinzug. 2015 schied sie bei den Weltmeisterschaften in Peking mit 56,48 s im Halbfinale im Hürdenlauf aus und 2017 beendete sie ihre aktive sportliche Karriere im Alter von 29 Jahren.
In den Jahren von 2012 bis 2015 wurde Staišiūnaitė litauische Meisterin im 400-Meter-Hürdenlauf.

## Persönliche Bestzeiten
- 100 m Hürden: 13,45 s (+0,9 m/s), 15. Mai 2011 in Iowa City
- 400 m Hürden: 56,17 s, 23. August 2015 in Peking